# 棕缘海月水母
棕缘海月水母（学名：Aurelia limbata）為羊鬚水母科海月水母属的一种水生动物。主要分布在北太平洋日本海域。形态似海月水母（Aurelia  aurita）,不过伞的直径要大一些，辐射管和口结构更为复杂，在伞的边缘有一条棕色的条带，这是棕缘海月水母与其他海月水母的主要区别。